# کاکل‌فری نوک‌آبی
کاکل‌فری نوک‌آبی (نام علمی: Crax alberti) نام یک گونه از زیرخانواده کاکل‌فریان است.